# لويز هال
لويز هال (بالإنجليزية: Louise Hall) هي مهندسة معمارية أمريكية، ولدت في 1905، وتوفيت في 1990.